# Habitatge al carrer Torelló, 2 (Manlleu)
L'Habitatge al carrer Torelló, 2 és una obra de Manlleu (Osona) inclosa a l'Inventari del Patrimoni Arquitectònic de Catalunya.

## Descripció
Aquesta casa correspondria a una de les primeres edificacions de caràcter urbà davant una de les portes del clos murat del poble (Portal de Torelló), un dels antics accessos i dels primers ravals de la ciutat.
Malgrat les successives remodelacions que ha sofert la casa, s'ha conservat una finestra original. Aquesta finestra té una repisa recta de pedra, amb brancals de carreus irregulars de pedra ben tallats i llinda decorada amb carreus rectes i lobulats en combinació; al centre de la llinda hi ha un alt relleu esculpit representant un cap de lleó.